# Kirke Eskilstrup Sogn
Kirke Eskilstrup Sogn er et sogn i Holbæk Provsti (Roskilde Stift).
I 1800-tallet var Kirke Eskilstrup Sogn anneks til Soderup Sogn. Begge sogne hørte til Merløse Herred i Holbæk Amt. Soderup-Eskilstrup sognekommune blev ved kommunalreformen i 1970 indlemmet i Tølløse Kommune, der ved strukturreformen i 2007 indgik i Holbæk Kommune.
I Kirke Eskilstrup Sogn ligger Kirke Eskilstrup Kirke.
I sognet findes følgende autoriserede stednavne:
- Bårup (bebyggelse, ejerlav)
- Bårup Mark (bebyggelse)
- Egeskov (bebyggelse)
- Kirke Eskilstrup (bebyggelse, ejerlav)
- Stestrup (bebyggelse, ejerlav)
- Stestrup Bjerg (bebyggelse)
- Stestrup Old (bebyggelse)
- Sønderstrup (bebyggelse, ejerlav)
- Torskovgård (bebyggelse)
- Tysinge Mose (areal)